# Nathalie Tauziat
Nathalie Tauziat (Bangui, 17 ottobre 1967) è un'ex tennista francese.

## Carriera
Complessivamente in carriera ha vinto 8 tornei come singolarista, raggiungendo la terza posizione della classifica mondiale nel 2000. La sua carriera di giocatrice è durata 17 anni. Anche in doppio, dove ha giocato spesso insieme ad Alexandra Fusai, è stata per qualche tempo terza nel ranking: in questa disciplina ha vinto 25 titoli. Il suo risultato di maggior prestigio è il raggiungimento della finale di Wimbledon nel 1998, persa contro Jana Novotná.
Dopo il ritiro ha aperto un circolo di tennis, che tuttora gestisce. Ha fatto da coach alla tennista canadese Aleksandra Wozniak, mentre in precedenza aveva seguito Eugenie Bouchard.

## Vita privata
Vive in Francia col marito Ramuncho Palaurena, da lei sposato nel 2005. Il calciatore e allenatore Didier Deschamps è suo cugino di primo grado.

## Statistiche

### Risultati in progressione
| Sigla | Risultato               |
| ----- | ----------------------- |
| V     | Vincitore               |
| F     | Finalista               |
| SF    | Semifinalista           |
| O     | Oro olimpico            |
| A     | Argento olimpico        |
| SF    | Bronzo olimpico         |
| QF    | Quarti di Finale        |
| 4T    | Quarto turno            |
| 3T    | Terzo turno             |
| 2T    | Secondo turno           |
| 1T    | Primo turno             |
| RR    | Round Robin             |
| LQ    | Turno di qualificazione |
| A     | Assente                 |
| ND    | Non disputato           |

| Legenda superfici    |
| -------------------- |
| Cemento              |
| Terra battuta        |
| Erba                 |
| Superficie variabile |

#### Singolare nei tornei del Grande Slam
| Torneo          | 1984 | 1985 | 1986 | 1987 | 1988 | 1989 | 1990 | 1991 | 1992 | 1993 | 1994 | 1995 | 1996 | 1997 | 1998 | 1999 | 2000 | 2001 | 2002 | 2003 |
| --------------- | ---- | ---- | ---- | ---- | ---- | ---- | ---- | ---- | ---- | ---- | ---- | ---- | ---- | ---- | ---- | ---- | ---- | ---- | ---- | ---- |
| Australian Open | A    | A    | ND   | A    | A    | A    | A    | A    | A    | 4T   | 1T   | A    | A    | A    | A    | A    | 2T   | A    | A    | A    |
| Open di Francia | 1T   | 3T   | 2T   | 4T   | 4T   | 1T   | 4T   | QF   | 4T   | 3T   | 2T   | 3T   | 2T   | 3T   | 1T   | 2T   | 3T   | 1T   | A    | A    |
| Wimbledon       | A    | A    | 2T   | 2T   | 2T   | 1T   | 4T   | 4T   | QF   | 4T   | 3T   | 3T   | 3T   | QF   | F    | QF   | 1T   | QF   | A    | A    |
| US Open         | A    | A    | 1T   | 2T   | 2T   | 3T   | 4T   | 1T   | 2T   | 4T   | 2T   | 3T   | 2T   | 1T   | 4T   | 3T   | QF   | 4T   | A    | A    |

#### Doppio nei tornei del Grande Slam
| Torneo          | 1984 | 1985 | 1986 | 1987 | 1988 | 1989 | 1990 | 1991 | 1992 | 1993 | 1994 | 1995 | 1996 | 1997 | 1998 | 1999 | 2000 | 2001 | 2002 | 2003 |
| --------------- | ---- | ---- | ---- | ---- | ---- | ---- | ---- | ---- | ---- | ---- | ---- | ---- | ---- | ---- | ---- | ---- | ---- | ---- | ---- | ---- |
| Australian Open | A    | A    | ND   | A    | A    | A    | A    | A    | A    | 3T   | 2T   | A    | A    | A    | A    | A    | 2T   | A    | A    | A    |
| Open di Francia | A    | 1T   | 3T   | QF   | 3T   | 3T   | SF   | 3T   | QF   | QF   | SF   | QF   | 3T   | SF   | QF   | SF   | SF   | QF   | 2T   | 1T   |
| Wimbledon       | A    | 3T   | 1T   | 2T   | 3T   | 1T   | 3T   | 3T   | 3T   | 2T   | 3T   | 3T   | 2T   | 3T   | 2T   | 2T   | 2T   | SF   | QF   | A    |
| US Open         | A    | 2T   | 1T   | 1T   | 1T   | 3T   | 2T   | 3T   | 3T   | 2T   | 1T   | QF   | 1T   | QF   | 2T   | 3T   | 3T   | F    | A    | A    |

#### Doppio misto nei tornei del Grande Slam
| Torneo          | 1984 | 1985 | 1986 | 1987 | 1988 | 1989 | 1990 | 1991 | 1992 | 1993 | 1994 | 1995 | 1996 | 1997 | 1998 | 1999 | 2000 | 2001 | 2002 | 2003 |
| --------------- | ---- | ---- | ---- | ---- | ---- | ---- | ---- | ---- | ---- | ---- | ---- | ---- | ---- | ---- | ---- | ---- | ---- | ---- | ---- | ---- |
| Australian Open | ND   | ND   | ND   | A    | A    | A    | A    | A    | A    | A    | A    | A    | A    | A    | A    | A    | A    | A    | A    | A    |
| Open di Francia | A    | A    | A    | A    | A    | A    | A    | A    | A    | A    | A    | A    | A    | A    | A    | A    | 2T   | 1T   | 1T   | A    |
| Wimbledon       | A    | A    | A    | A    | A    | A    | A    | A    | A    | A    | A    | A    | A    | A    | 3T   | A    | A    | A    | A    | A    |
| US Open         | A    | A    | A    | A    | A    | A    | A    | A    | A    | A    | A    | A    | A    | QF   | A    | A    | A    | A    | A    | A    |